# Le Champ de Mars (sommet)
Pour les articles homonymes, voir Champ de Mars (homonymie).
Le Champ de Mars est un sommet culminant à 1 343 mètres d'altitude, compris au sein du Massif central, dans le département de l'Ardèche.

## Géographie
Il est situé à 15 kilomètres au sud-est du mont Gerbier-de-Jonc, à la limite des trois communes de Saint-Julien-du-Gua, Marcols-les-Eaux et Genestelle. À son pied, vers l'est, se place l'Auzène, rivière affluente de l'Eyrieux, qui y prend sa source. Le sommet est compris dans le parc naturel régional des Monts d'Ardèche et la forêt domaniale du Pradou, au sud du bois de Rauset.

## Géodésie
Le Champ de Mars est un site principal de géodésie.